# Melanolagus bericoides
Melanolagus bericoides é uma espécie de peixe pertencente à família Bathylagidae.
A autoridade científica da espécie é Borodin, tendo sido descrita no ano de 1929.
Trata-se de uma espécie de meso a batipelágica, ocorrendo até aos 1700 m de profundidade.

## Portugal
Encontra-se presente em Portugal, onde é uma espécie nativa.

## Descrição
Trata-se de uma espécie marinha. Atinge os 20 cm de comprimento padrão nos indivíduos do sexo masculino.